# South Solon
South Solon – wieś w Stanach Zjednoczonych, w stanie Ohio, w hrabstwie Madison.